# Federación de Rugby de Costa Rica
La Federación de Rugby de Costa Rica (FRCR) es el ente que regula el rugby en ese país.

## Historia
El 15 de mayo de 1984, se registra la Asociación Deportiva de Rugby de San José, iniciando el recorrido de este deporte en Costa Rica con el San José Rugby Club, de la mano del Ingeniero Philippe Durand Pradines, ciudadano francés y un grupo de pioneros, entre ellos se encuentran los hermanos Cole, Moya, Sesin, Vidal, Sévère. Con esta base inicia su historia el rugby en Costa Rica.
Este primer movimiento obtiene logros como el triunfo en Torneo del Istmo Centroamericano disputado en la base militar de Estados Unidos en Panamá, enfrentando a equipos como: México, Estados Unidos, Francia y Panamá.
En el año 1990 retoma y le da ánimos de nuevo al rugby el Sr. Jean-Jacques Castera distinguido exprofesor del Liceo Franco Costarricense.
Con la colaboración de esa entrañable institución, sus alumnos, jugadores del primer movimiento y con la incorporación de otros (como los hermanos Halsband), se logra con un esfuerzo de grupo, una sede deportiva: el primer campo de rugby reglamentario en el mencionado liceo (Liceo Franco costarricense) y se forma una liga de 6 equipos.
Se obtienen logros importantes que mantienen a Costa Rica vigente en el rugby internacional como el juego contra el Club Universidad de Buenos Aires, con jugadores que integraron posteriormente la Selección juvenil de rugby de Argentina. También se disputan partidos contra equipos como: Guayana Francesa, Bahamas, y el Ontuak (combinado del sur de Francia el cual contaba con cuatro jugadores de la primera división francesa).
En el año 2014, la Federación de Rugby de Costa Rica fue admitida como miembro del International Rugby Board (actualmente conocida como World Rugby), siendo la primera federación centroamericana en afiliarse al organismo rector del rugby. Tres años más tarde se incorpora como miembro pleno a WR.

## Directiva

### Junta Directiva
Rige desde agosto del 2015 y está compuesta por:
- Presidente: Ramón Cole
- Vicepresidentes: Bryan Villalobos y Juan José Chacón
- Secretario: Francisco Sequeira
- Tesorero: Wady Sauma
- Fiscal: Christian Rucavado
- Vocal 1: Steve Thompson
- Vocal 2: Luis Minor Cordero

## Selecciones
La selección mayor, conocida como "Las Guarias", es una de las mejores exponentes de este deporte en Centroamérica y participa de los torneos organizados por Sudamérica Rugby. Se ha enfrentado a Venezuela, Colombia, Paraguay y Perú en el Sudamericano B (2ª división) y en el Sudamericano C (3ª división) a otros seleccionados centroamericanos.

## Asociaciones que integran la Federación
- Cadejos Rugby Club.
- Rugby Cartago.
- Coronado Rugby Club.
- Rugby Palmares.
- San José Rugby Stag Club
- Heredia Rugby.
- Wak Rugby Club.
- UCRugby
- Waikalas Rugby.
- Tamarindo Rugby Club
- Guapiles Rugby Club.